# Nova Serrana
Nova Serrana är en kommun i Brasilien.   Den ligger i delstaten Minas Gerais, i den sydöstra delen av landet, 500 km sydost om huvudstaden Brasília. Antalet invånare är 73 719.
Omgivningarna runt Nova Serrana är huvudsakligen savann. Runt Nova Serrana är det ganska tätbefolkat, med 56 invånare per kvadratkilometer.